# Parafia Trójcy Przenajświętszej w Myszyńcu
Parafia pw. Trójcy Przenajświętszej w Myszyńcu – rzymskokatolicka parafia należąca do dekanatu Myszyniec, diecezji łomżyńskiej, metropolii białostockiej.

## Historia
Parafia została erygowana w 1651 roku. Pierwotnie była prowadzona przez jezuitów, a w 1773 lub 1774 została włączona w struktury diecezjalne.

## Miejsca kultu

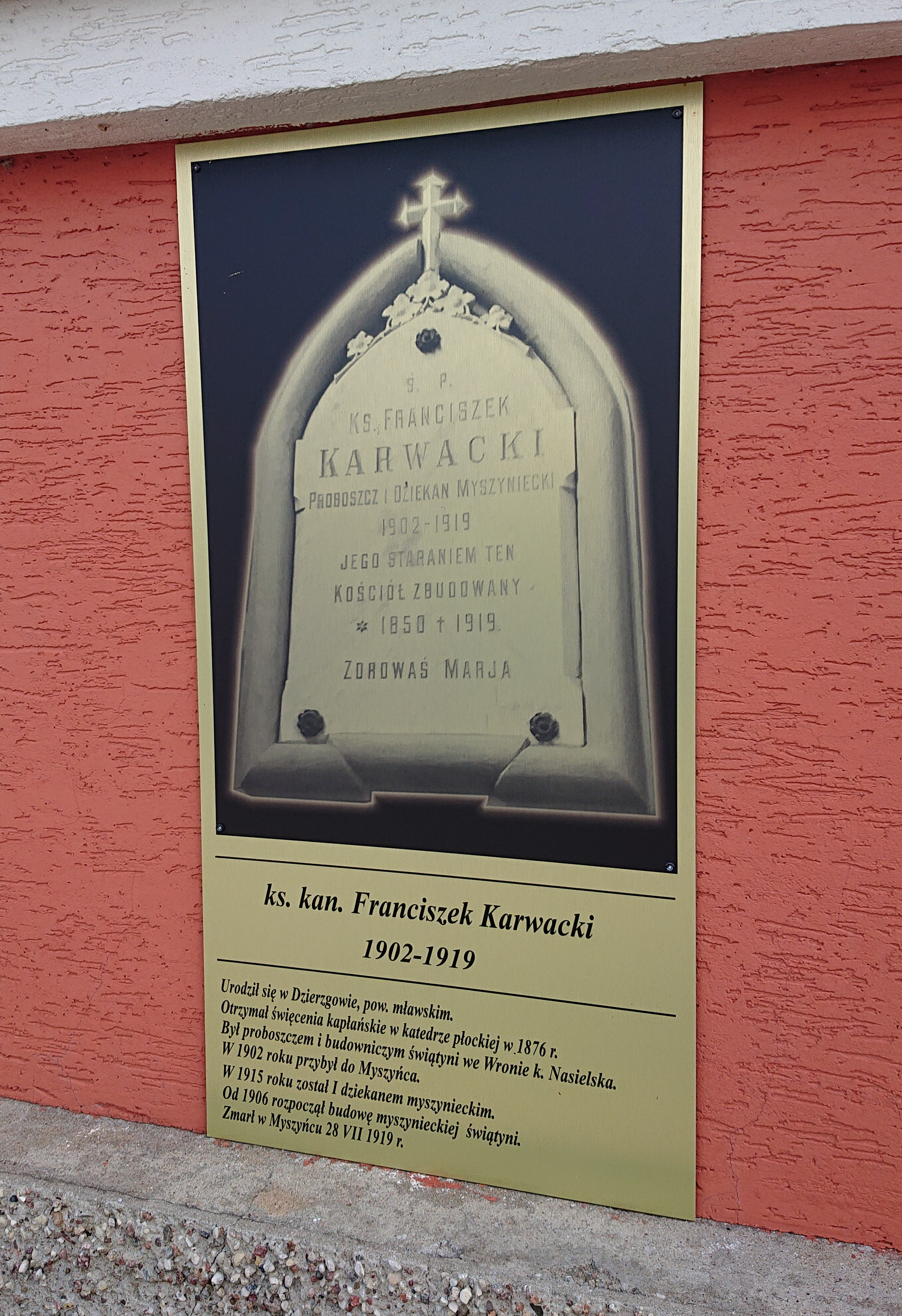
Upamiętnienie ks. F. Karwackiego na murze cmentarza przykościelnego

### Kościół parafialny

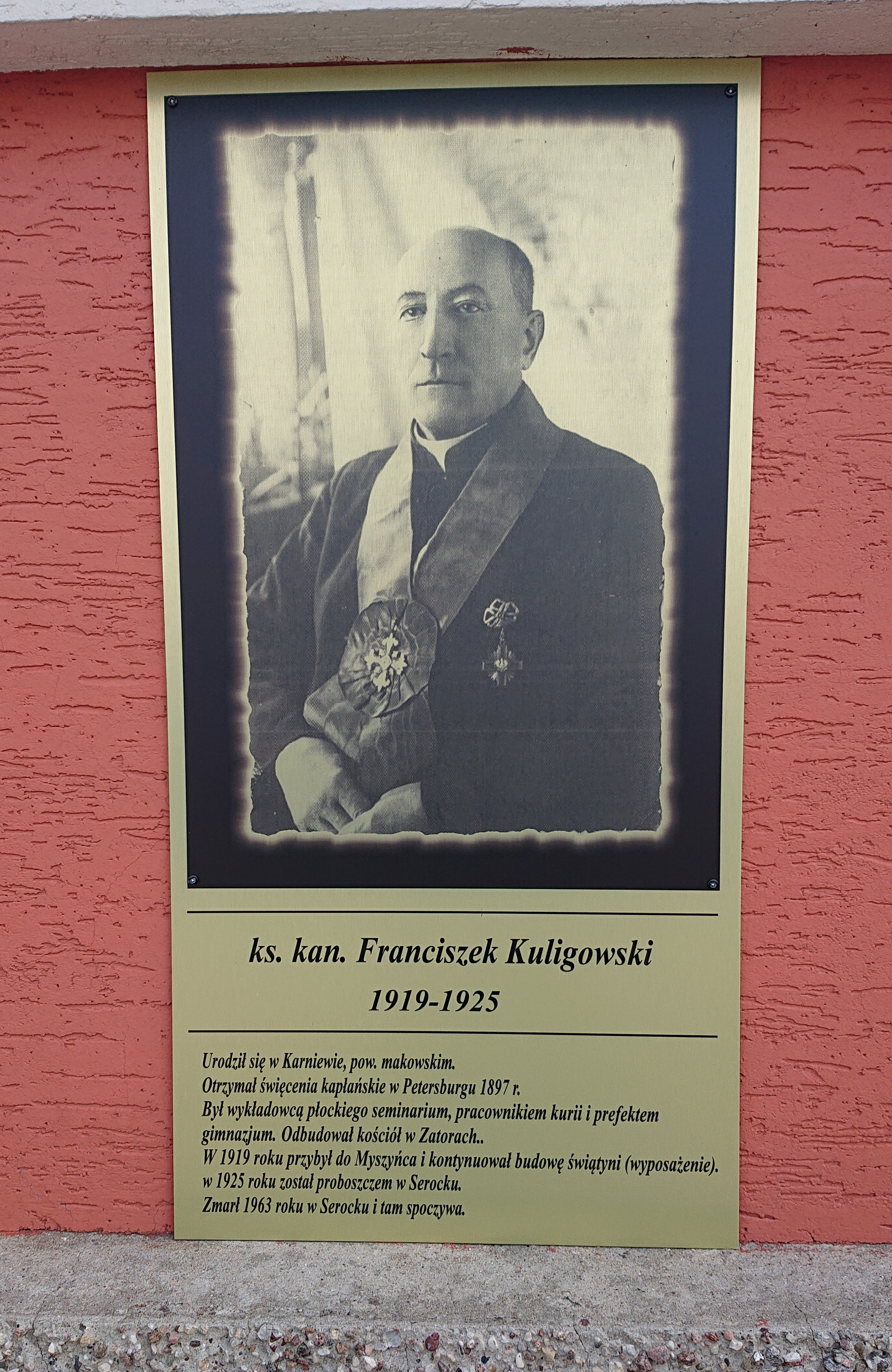
Upamiętnienie ks. F. Kuligowskiego na murze cmentarza przykościelnego

Obecny murowany kościół parafialny pw. Trójcy Przenajświętszej został zbudowany w latach 1909–1922 w stylu neogotyckim staraniem proboszczów ks. Franciszka Karwackiego i ks. Franciszka Kuligowskiego. Konsekracji kościoła dokonał 19 maja 1926 r. biskup łomżyński Romuald Jałbrzykowski. W latach 1995–2000  kościół został odnowiony i pokryty blachą miedzianą. Wymiary budowli to: długość – 61 m, szerokość – 30 m, wysokość do sklepienia – 18 m, wysokość wież – 50 m.

### Dawniej posiadane lub użytkowane przez parafię świątynie
Kronika parafii wymienia kilka kościołów drewnianych. Jeden z nich spłonął w 1702 roku, po którym wzniesiono kolejny w 1716 roku, który służył do początku XX w.

## Zasięg parafii[4]
W granicach parafii znajdują się miejscowości:

- Myszyniec,
- Białusny Lasek,
- Charciabałda,
- Cięćk,
- Drężek,
- Gadomskie,
- Myszyniec-Koryta,
- Niedźwiedź,
- Pełty,
- Myszyniec Stary,
- Świdwiborek,
- Wolkowe,
- Wydmusy,
- Wykrot,
- Zalesie,
- Zdunek